# Exocentrancylistes villiersi
Exocentrancylistes villiersi là một loài bọ cánh cứng trong họ Cerambycidae.